# جغرافيا سان بيير وميكلون

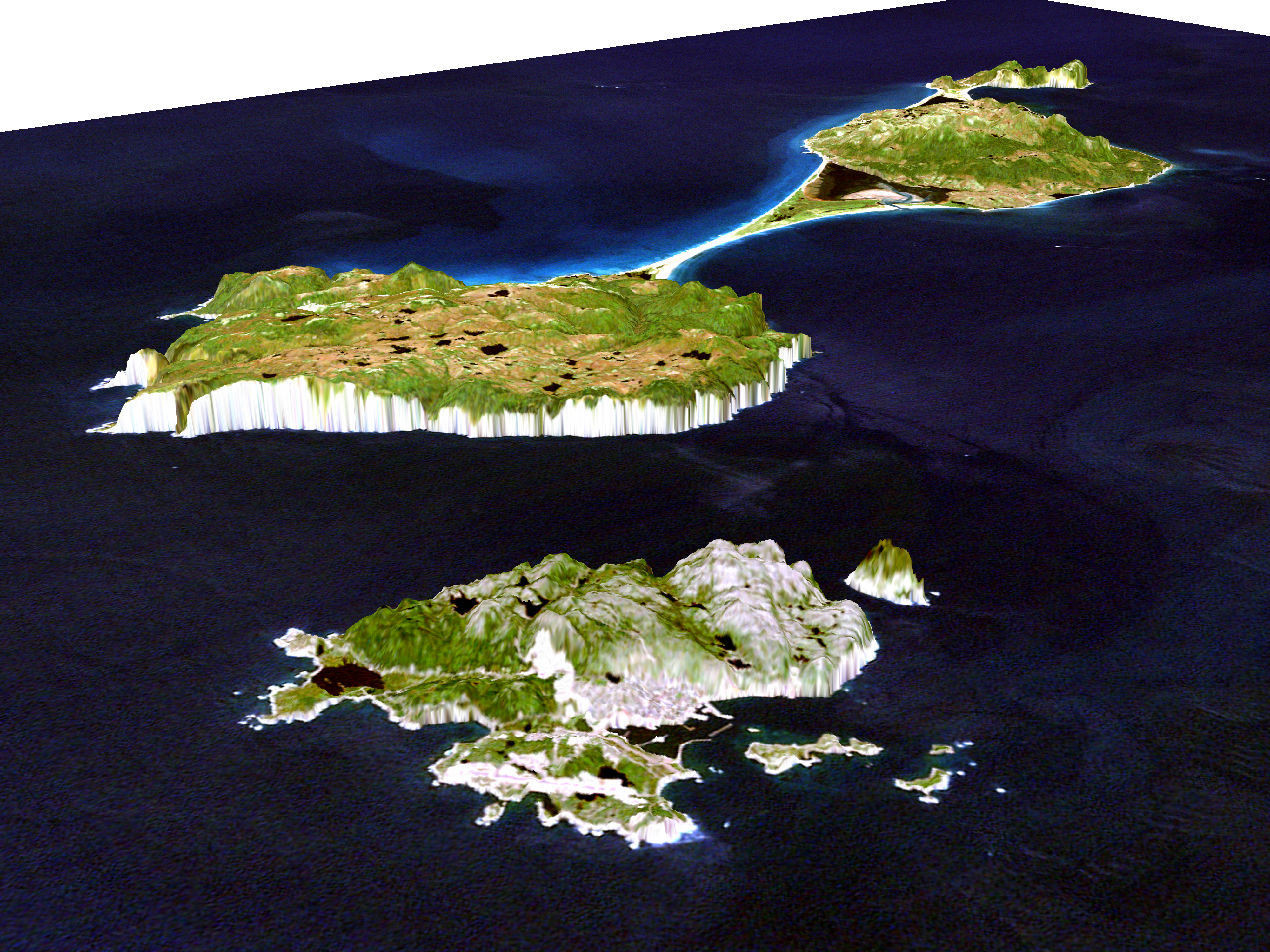
عرض محاكاة ناسا للجزر

سان بيير وميكلون، جماعة فرنسية وراء البحار تقع في نصف الكرة الغربي ونصف الكرة الشمالي. وتتكون أرخبيل من جزيرة، قبالة سواحل نيوفاوندلاند، بالقرب من أمريكا الشمالية. تشترك المجموعة في الحدود البحرية مع كندا.

## موقع
تقع سان بيير وميكلون جنوب نيوفاوندلاند في خليج سانت لورانس في شمال المحيط الأطلسي . تبلغ المسافة بين الشمال والجنوب من نيوفاوندلاند 60 كيلومتر [32 نمي] الجزر أقرب إلى شبه جزيرة بورين الطويلة، التي تقع على بعد 25 كيلومتراً [13 نمي] إلى الشرق. بالإضافة إلى ذلك، تقع الجزيرة الخضراء، التي تنتمي إلى نيوفاوندلاند، في منتصف الطريق تقريبًا بين الجزء الجنوبي من ميكلون لانغليد ونيوفاوندلاند 46°52′44″N 56°05′21″W / 46.87889°N 56.08917°W على بعد 10 كليومترات (6 ميل) فقط من كل من لانجليد وسانت بيير.

## الجغرافيا الفيزيائية
سان بيير وميكلون أرخبيل من ثماني جزر، سان بيير (25 كم 2 ) و ميكلون لانغليد (216 كم 2 ) هي الجزر الكبرى. تبلغ مساحة الجزر مجتمعه [ 242 كم 2 ]، أي بحجم بروكلين في مدينة نيويورك . إجمالي الساحل [120 كم] . تشمل المنطقة أيضًا مناطق الصيد المحيطة في شمال المحيط الأطلسي .

### سان بيير
جزيرة سان بيير محاطة من الجنوب الشرقي بتبعية أصغر مثل بيتي كولومبير وجزيرة البحارة وجزيرة الحمامة وجزيرة الفائزين وجراند كولومبييه إلى الشمال. كانت جميع هذه الجزر مأهولة بالسكان في وقت أو آخر. تعد مستوطنة سان بيير في جزيرة سانت بيير أكبر مستوطنة في سان بيير وميكلون.
يفصل سان بيير عن ميكلون لانغليد بمضيق بطول 6 كيلومتر [3.2 نمي ] مع تيارات شرسة للغاية. يطلق الصيادون على هذا الجزء من المحيط اسم «فم الجحيم». المياه حول هذه الجزر غادرة للغاية، وكان هناك أكثر من 600 حطام سفينة على طول سواحل الجزر. توصف التضاريس أيضًا بأنها صخور قاحلة في الغالب.

### ميكلون لانغليد
تتكون جزيرة (جزر) ميكلون لانغليد من ثلاث جزر منفصلة سابقًا، ميكلون (110 كم 2 ) لانغليد (91 كم 2 ) و لو كاب في القرن الثامن عشر، تشكل حاجز من الرمل يسمى لا ديون تشكلت طبيعيا بين ميكلون ولانغليد. تم تعزيز الحاجز يدويًا بالرمل والرواسب الرباعية إلى ما أصبح الآن 13 كيلومتر (8.1 ميل) الكثبان الرملية. على طول البرزخ، هناك أكثر من 500 سفينة محطمة.
ما كان في الأصل جزيرة ميكولون يُطلق عليه الآن أيضًا اسم غراند ميكلون بينما يشير بيتيت ميكلون إلى لانغليد. تقع مستوطنة ميكلون عند تقاطع الركن الشمالي الغربي لجزيرة ميكلون ولو كاب .

## مناخ

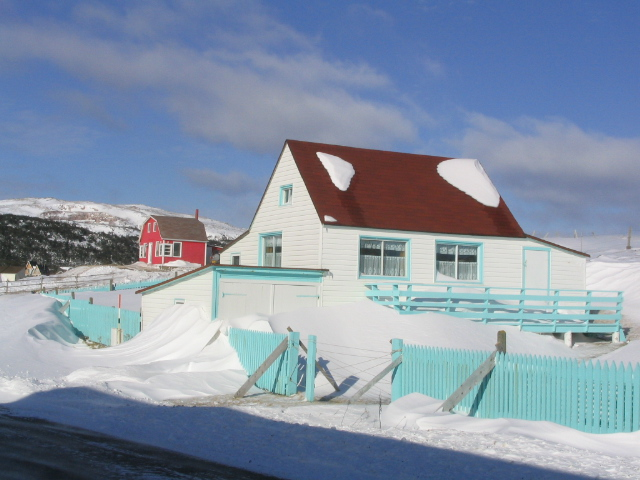
تتميز فصول الشتاء في سان بيير بتساقط الثلوج في 28 يناير 2005

مناخ سان بيير وميكلون رطب وعاصف والشتاء قاسٍ وطويل. الربيع وأوائل الصيف ضبابي وبارد. أواخر الصيف وأوائل الخريف مشمس. ترتفع الرياح خلال الربيع والخريف

## بيئة
يمكن العثور على عجل البحر والحياة البرية الأخرى في بحيرة قراند باراشوا في ميكلون. في كل ربيع، تظهر الحيتان المهاجرة إلى جرينلاند قبالة سواحل ميكلون وسانت بيير.
تم العثور على أحافير ثلاثية الفصوص في لانغليد. كان هناك عدد من الأعمدة الحجرية قبالة سواحل الجزيرة تسمى «لانس أوسولدات» والتي تآكلت واختفت في السبعينيات
المطالبات البحرية: المنطقة الاقتصادية الخالصة: 200 ميل بحري (370.4 كـم؛ 230.2 ميل) البحر الإقليمي: 12 ميلاً بحرياً {22.2 كم ؛ 13.8 ميل }
الارتفاع الأقصى: أدنى نقطة: المحيط الأطلسي 0 مترأعلى نقطة: نقطة الجبل العظيم 240 متر
الموارد الطبيعية: الأسماك، موانئ المياه العميقة
استخدام الأراضي: الأراضي الصالحة للزراعة: 13٪ محاصيل دائمة: 0٪. مراعي دائمة: 0٪ الغابات والأراضي الحرجية: 4٪ أخرى: 83٪ (تقديرات 1993) )
الأخطار الطبيعية: يمكن أن يشكل الضباب المستمر على مدار العام خطراً بحرياً
البيئة - القضايا الحالية: لقد تعرضت أسِرَّة الصيد للصيد الجائر، ويمكن أو لا يمكن أن يتعافى .
الجغرافيا - ملاحظة: الغطاء النباتي هزيل

## روابط خارجية
- كتاب «سان بيير وميكلون» CIA Factbook 2016